# Зверево
Зве́рево — город (с 1989) в Ростовской области России. Административный центр городского округа город Зверево.

## География
Город расположен в восточной части Донецкого кряжа (в Восточном Донбассе) в 110 км от Ростова-на-Дону, в 21 км от Гукова. Площадь территории города Зверево составляет 31,21 км².
В состав городского округа «Город Зверево» входят город Зверево и населённый пункт сельского типа — хутор Трудовой.

## История
Зверево — самый молодой из городских округов Ростовской области. Город вырос из шахтёрского посёлка возникшего в начале XX века вокруг станции Зверево, которая, в свою очередь, получила своё название от хутора Зверево, который был основан в 1819 году на землях, принадлежавших помещикам братьям Зверевым. Они же дали разрешение на прокладку железной дороги с условием, что станция получит их имя, что и произошло. Постепенно станция росла и заселялась крестьянами-выходцами с Украины и центральных губерний России.
В 1894 году на станции было возведено здание железнодорожного вокзала на месте деревянного, которое сгорело ранее. Здание вокзала стоит там по-прежнему.
В конце XIX века станция насчитывала четыре безымянные улицы и 50 домов, а также ряд хозяйственных и административных зданий. К 1905 году здесь появились две железнодорожные начальные школы. Во время революции 1905—1907 годов местные железнодорожники принимали участие во всероссийской забастовке, в населённый пункт были высланы отряд казаков.

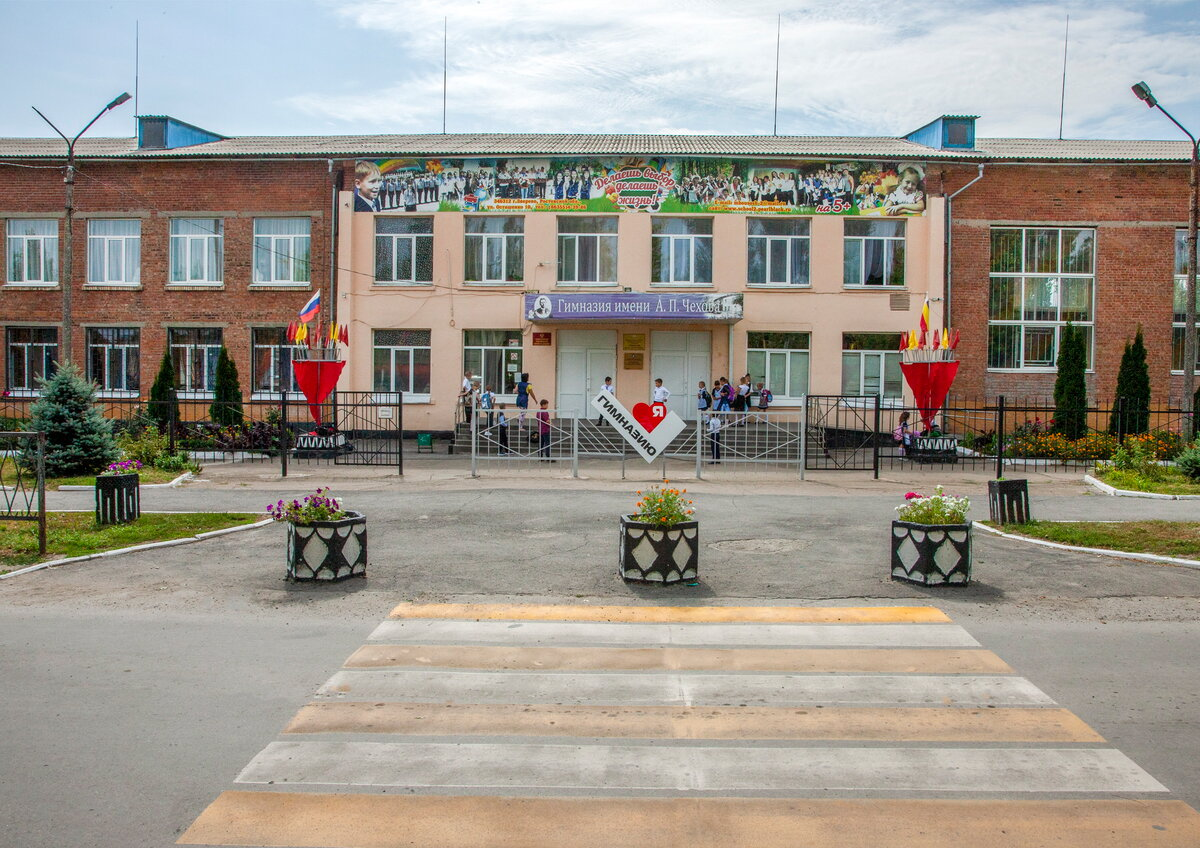
Здание гимназии им. А. П. Чехова

В 1929 году Зверево получило статус рабочего посёлка.
Во время Второй мировой войны посёлок семь месяцев находился под немецкой оккупацией и был освобождён 13 февраля 1943 года бойцами 47-й гвардейской дивизии. С местного аэродрома совершал вылеты Герой Советского Союза Иван Архипович Докукин, погибший в июле 1943 года. Сейчас одна из улиц города носит имя лётчика. В 2010 году ему был открыт памятник.
На момент образования Ростовской области являлся центром одноимённого района, который был упразднён в 1963 году, одновременно рабочий посёлок Зверево был передан в подчинение Гуковского горсовета.
В 1989 году получил статус города областного подчинения. В административном подчинении города находились Краснопартизанский сельсовет (5 сельских населённых пунктов) и 3 станции.

## Население
| 1931    | 1939    | 1959    | 1970    | 1979    | 1989    | 1992    | 1996    | 1998    | 2000    | 2001    | 2002    |
| ------- | ------- | ------- | ------- | ------- | ------- | ------- | ------- | ------- | ------- | ------- | ------- |
| 2600    | ↗7500   | ↗10 853 | ↗16 644 | ↗21 695 | ↗28 206 | ↗30 900 | ↗32 800 | ↘29 800 | ↘28 600 | ↘28 100 | ↘25 356 |
| 2003    | 2005    | 2006    | 2007    | 2008    | 2009    | 2010    | 2011    | 2012    | 2013    | 2014    | 2015    |
| ↗25 400 | ↘24 600 | ↘24 100 | ↘24 000 | ↘23 700 | ↘23 262 | ↘22 411 | ↘22 400 | ↘21 899 | ↘21 495 | ↘20 974 | ↘20 437 |
| 2016    | 2017    | 2018    | 2019    | 2020    | 2021    |         |         |         |         |         |         |
| ↘19 920 | ↘19 456 | ↘19 045 | ↘18 561 | ↘18 068 | ↗19 353 |         |         |         |         |         |         |

На 1 января 2025 года по численности населения город находился на 695-м месте из 1124 городов Российской Федерации.

## Экономика

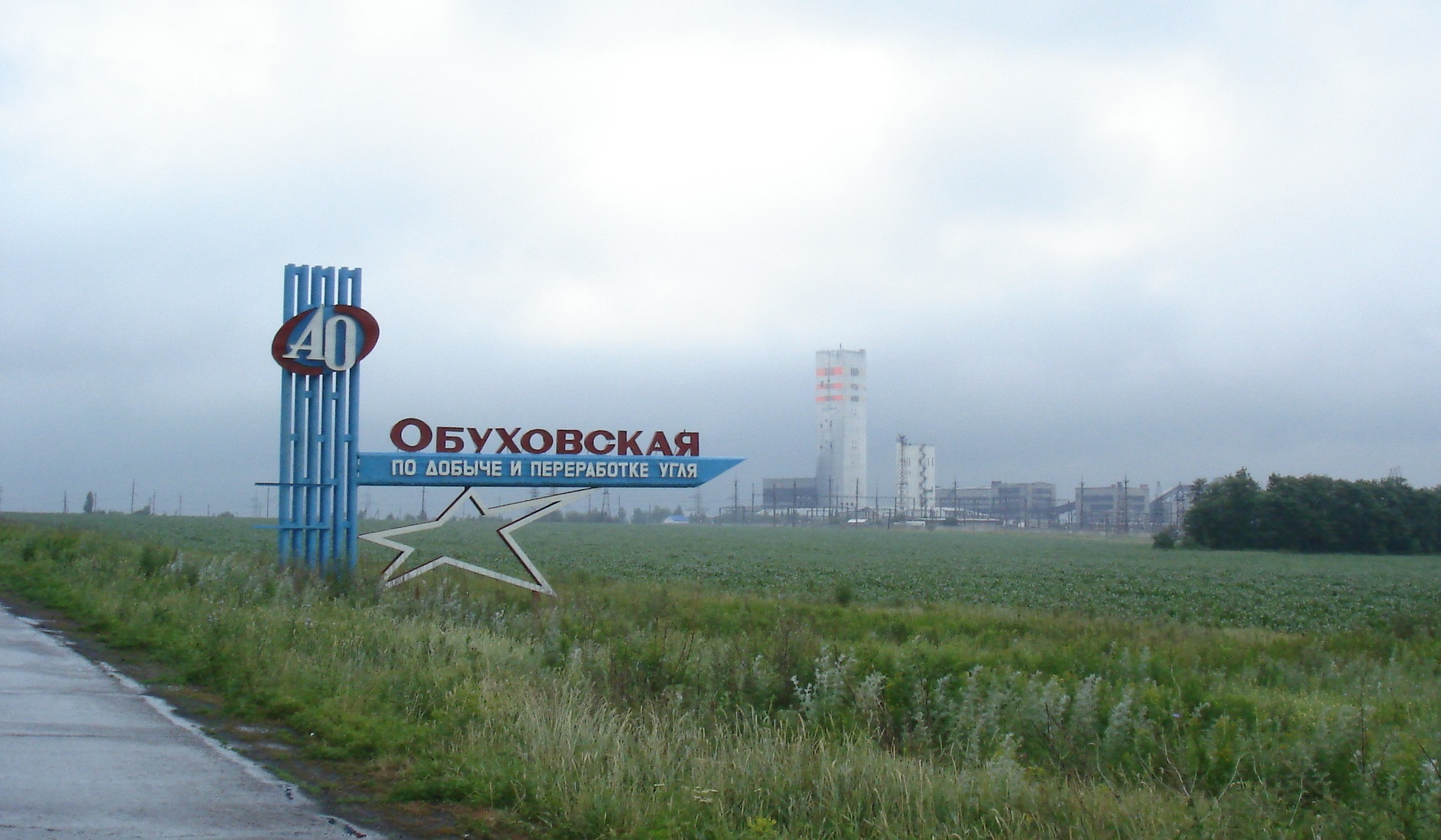
АО «Обуховская»

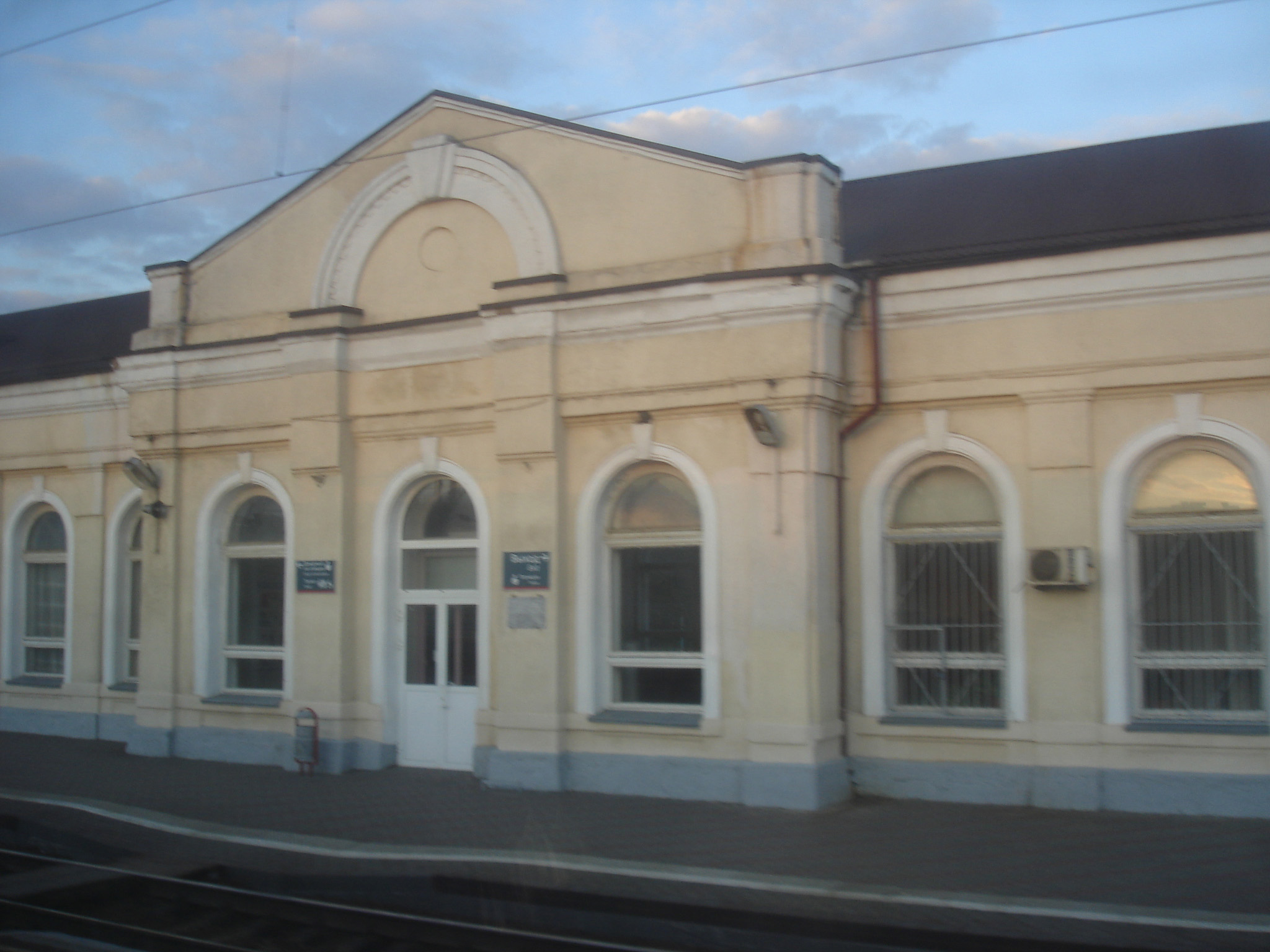
Здание ЖД-станции

В городе представлены следующие организации: Хлебоприёмный пункт «Зверевское», ООО «Стройбытсервис», ООО «Бытовик», ОАО «Сельхозтехника» (ликвидирована), Компания по производству вторичных полимеров ООО «Ростполипласт», ОАО «Агрохимсервис», ателье «Грация», ООО «Каскад» и другие.
Добычу угля осуществляет ОАО «Шахтоуправление „Обуховская“».

## Социальная инфраструктура
- МУК СКЦ «Маяк» г. Зверево. МУК СКЦ «ДОН» г. Зверево

## Транспорт
Железнодорожная станция Зверево на линии «Москва—Ростов-на-Дону», две грузовых станции Новомихайловская и Зверевская на линии «Лихая—Краснодонецкая».
В 5 км от городского округа «Город Зверево» находится федеральная магистраль М4 «Дон». От М4 «Дон» через город проходят автодороги к международным таможенным автопереходам: Новошахтинску и Гукову.

## Достопримечательности
- Памятник Владимиру Ильичу Ленину[24].
- Памятник полному кавалеру ордена Славы Петру Яковлевичу Колесникову (2015).
- Памятник погибшим горнякам шахты «Обуховская» (2008)[25]. Памятник представляет собой кирпичное сооружение в виде раскрытой книги с чёрным переплётом. В центре на металлических досках надписи с фамилиями погибших горняков, слева —  знак «Шахтёрская Слава» и надпись «Погибшим горнякам шахты „Обуховская“», справа — надпись «Нелёгкий труд шахтёрский выбрали и первыми безвременно ушли».
- Музей краеведения с экспозицией, посвящённой горному делу[26][27].
- Свято-Никольская церковь (1916)[28].
- Мемориальный ансамбль воинам-освободителям на месте братского захоронения погибших в Гражданской и Великой Отечественной войнах 1920 и 1943 годов (1957). Архитектор Дмуховский В. Н. На братской могиле установлена плита с именами 15 погибших воинов.

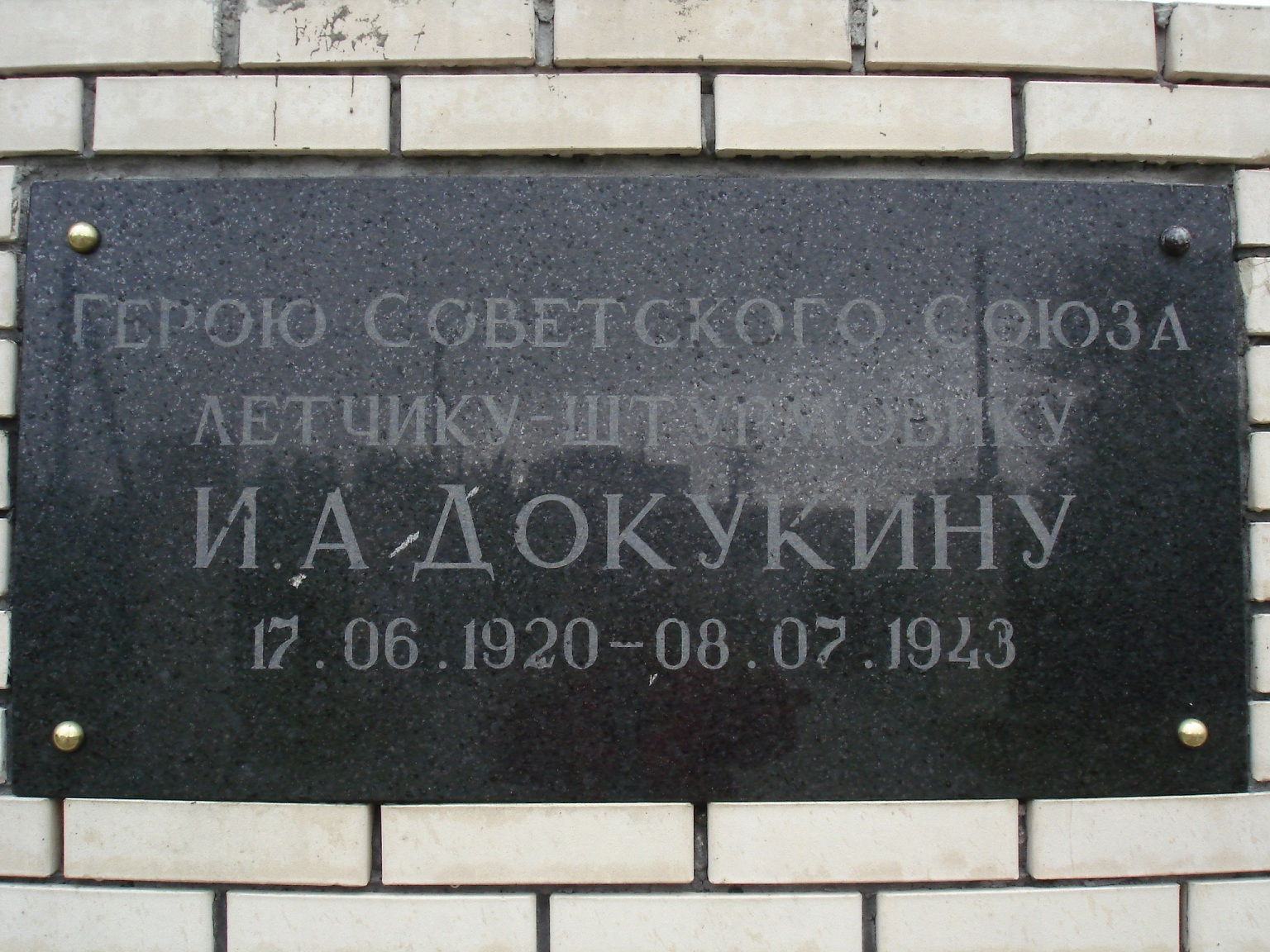
Мемориальная плита на памятнике

- Памятник Герою Советского Союза Ивану Архиповичу Докукину (2010).
- Памятный знак ликвидаторам чернобыльской аварии. 84 жителя города Зверево принимали участие в ликвидации последствий аварии на Чернобыльской АЭС, трое из них были награждены «Орденом мужества». Памятник представляет собой часть кирпичной разрушенной угловой стены дома. В зияющей дыре в центре знака установлен металлический шар, символизирующий атом. На ромбовидном постаменте в центре знака надпись: «Ликвидаторам пострадавшим от аварии на ЧАЭС и других радиационных катастрофах».
- Памятный знак воинам-интернационалистам, а также участникам локальных войн XX—XXI вв. (2009). Памятный знак представляет собой бетонную плиту на постаменте с надписью «Памятник воинам интернационалистам и участникам локальных войн XX—XXI вв.» Рядом с памятником на постаменте установлена пятиконечная звезда в виде Ордена Красной Звезды. В разное время в Афганской войне участвовали 43 жителя города.
- Памятник «Воинам — железнодорожникам» (1965). Памятник установлен на площади у железнодорожного вокзала города. Памятник представляет собой шлакоблочную плиту на постаменте высотой 2,5 метра с барельефным изображение солдата в каске. На плите имеется надпись: «Слава железнодорожникам станции Зверево, погибшим в Великую Отечественную войну 1941 −1945 г.г.». Перечислены имена 20 погибших железнодорожников. Внизу памятника установлено изображение эмблемы железнодорожников.
- На зданиях города установлены памятные доски, посвящённые: стачке зверевских железнодорожников в поддержку первой русской революции, в честь 47-й Гвардейской стрелковой дивизии, доска памяти организатору железнодорожного транспорта Д. М. Калабухову и др.

## Известные люди
- Докукин, Иван Архипович — Герой Советского Союза.
- Бабаков, Виталий Викторович — Герой Российской Федерации.
- Ульянич, Виктор Петрович — советский боксёр, чемпион Европы 1973 года, советский и российский тренер по боксу.

### Почётные граждане
- Бабаков, Виталий Викторович — Герой Российской Федерации, почётный гражданин c 2014 года.
- Ермин, Лев Борисович (1923—2004) — партийный, государственный и общественный деятель, кандидат экономических наук. Награждён многими орденами, почётный гражданин c 2009 года.
- Калабухов, Дмитрий Митрофанович (1902—1982) — генерал-директор движения II ранга, начальник Южно-Уральской железной дороги (1953—1966), почётный железнодорожник СССР (1959), депутат Верховного Совета РСФСР, награждён орденами Ленина, Отечественной войны I степени, Трудового Красного Знамени, Красной Звезды, почётный гражданин c 2013 года.
- Юрков, Борис Павлович — генерал-лейтенант, участник Великой Отечественной войны, почётный гражданин c 2013 года.